# Кремпа (Радомщанський повіт)
Кремпа (пол. Krępa) — село в Польщі, у гміні Льґота-Велька Радомщанського повіту Лодзинського воєводства.
Населення — 433 особи (2011).
У 1975-1998 роках село належало до Пйотрковського воєводства.

## Демографія
Демографічна структура станом на 31 березня 2011 року:
|          | Загалом | Допрацездатний вік | Працездатний вік | Постпрацездатний вік |
| -------- | ------- | ------------------ | ---------------- | -------------------- |
| Чоловіки | 215     | 49                 | 150              | 16                   |
| Жінки    | 218     | 54                 | 123              | 41                   |
| Разом    | 433     | 103                | 273              | 57                   |